# Liste der Stanley-Cup-Sieger

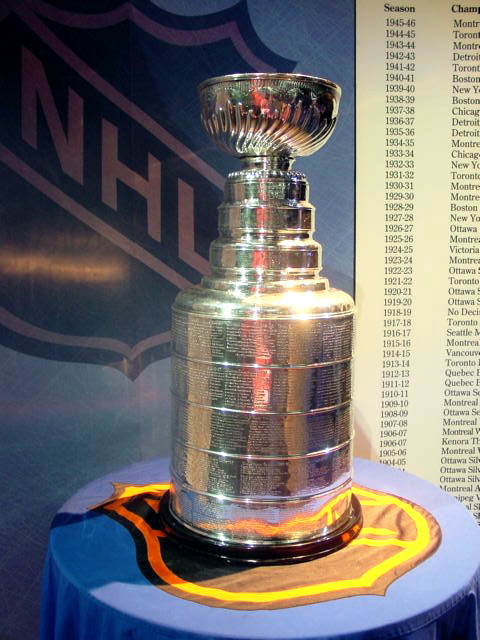
Stanley Cup

Der Stanley Cup wird jedes Jahr dem Sieger des Play-off-Turniers der National Hockey League verliehen.
Das erste Playoffspiel um den Stanley Cup wurde am 22. März 1894 gestartet. Der Stanley Cup war zwei Jahre zuvor, am 18. März 1892, von Frederik Arthur Stanley, Baron Stanley of Preston gestiftet worden. Zu Beginn wurde der Cup als Trophäe für das beste Amateur-Hockeyteam Kanadas verliehen. Seit 1910 treten professionelle Mannschaften an, um den Cup zu gewinnen. Seit der Saison 1926/1927 spielt die NHL den Gewinner des Cups unter sich aus, da die einzig verbliebene Konkurrenzliga, die WHL, den Spielbetrieb einstellte. 1947 bekam die NHL die exklusiven Rechte am Stanley Cup.

## Stanley-Cup-Gewinner seit 1927 (Vergabe durch die NHL)

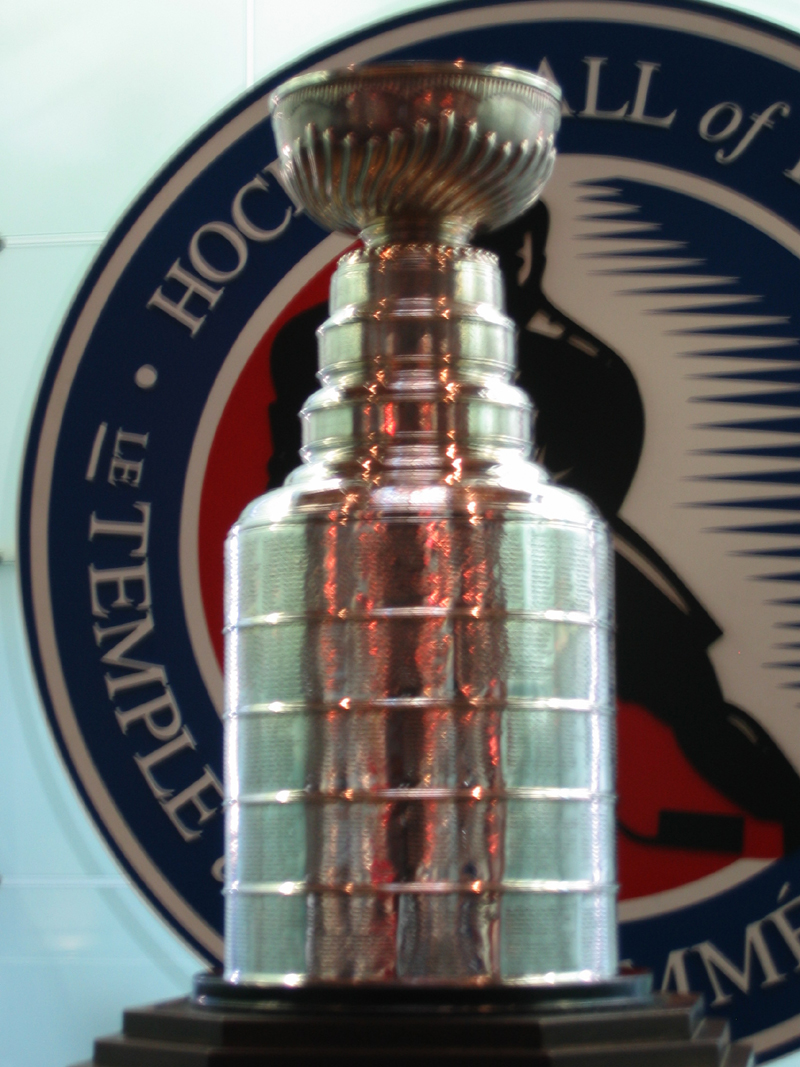
Stanley Cup

| Jahr | Gewinner                         | Finalist                         | Serie                            |
| ---- | -------------------------------- | -------------------------------- | -------------------------------- |
| 2025 | Florida Panthers                 | Edmonton Oilers                  | 4:2                              |
| 2024 | Florida Panthers                 | Edmonton Oilers                  | 4:3                              |
| 2023 | Vegas Golden Knights             | Florida Panthers                 | 4:1                              |
| 2022 | Colorado Avalanche               | Tampa Bay Lightning              | 4:2                              |
| 2021 | Tampa Bay Lightning              | Canadiens de Montréal            | 4:1                              |
| 2020 | Tampa Bay Lightning              | Dallas Stars                     | 4:2                              |
| 2019 | St. Louis Blues                  | Boston Bruins                    | 4:3                              |
| 2018 | Washington Capitals              | Vegas Golden Knights             | 4:1                              |
| 2017 | Pittsburgh Penguins              | Nashville Predators              | 4:2                              |
| 2016 | Pittsburgh Penguins              | San Jose Sharks                  | 4:2                              |
| 2015 | Chicago Blackhawks               | Tampa Bay Lightning              | 4:2                              |
| 2014 | Los Angeles Kings                | New York Rangers                 | 4:1                              |
| 2013 | Chicago Blackhawks               | Boston Bruins                    | 4:2                              |
| 2012 | Los Angeles Kings                | New Jersey Devils                | 4:2                              |
| 2011 | Boston Bruins                    | Vancouver Canucks                | 4:3                              |
| 2010 | Chicago Blackhawks               | Philadelphia Flyers              | 4:2                              |
| 2009 | Pittsburgh Penguins              | Detroit Red Wings                | 4:3                              |
| 2008 | Detroit Red Wings                | Pittsburgh Penguins              | 4:2                              |
| 2007 | Anaheim Ducks                    | Ottawa Senators                  | 4:1                              |
| 2006 | Carolina Hurricanes              | Edmonton Oilers                  | 4:3                              |
| 2005 | wegen Lockouts nicht ausgetragen | wegen Lockouts nicht ausgetragen | wegen Lockouts nicht ausgetragen |
| 2004 | Tampa Bay Lightning              | Calgary Flames                   | 4:3                              |
| 2003 | New Jersey Devils                | Mighty Ducks of Anaheim          | 4:3                              |
| 2002 | Detroit Red Wings                | Carolina Hurricanes              | 4:1                              |
| 2001 | Colorado Avalanche               | New Jersey Devils                | 4:3                              |
| 2000 | New Jersey Devils                | Dallas Stars                     | 4:2                              |
| 1999 | Dallas Stars                     | Buffalo Sabres                   | 4:2                              |
| 1998 | Detroit Red Wings                | Washington Capitals              | 4:0                              |
| 1997 | Detroit Red Wings                | Philadelphia Flyers              | 4:0                              |
| 1996 | Colorado Avalanche               | Florida Panthers                 | 4:0                              |
| 1995 | New Jersey Devils                | Detroit Red Wings                | 4:0                              |
| 1994 | New York Rangers                 | Vancouver Canucks                | 4:3                              |
| 1993 | Canadiens de Montréal            | Los Angeles Kings                | 4:1                              |
| 1992 | Pittsburgh Penguins              | Chicago Blackhawks               | 4:0                              |
| 1991 | Pittsburgh Penguins              | Minnesota North Stars            | 4:2                              |
| 1990 | Edmonton Oilers                  | Boston Bruins                    | 4:1                              |
| 1989 | Calgary Flames                   | Canadiens de Montréal            | 4:2                              |
| 1988 | Edmonton Oilers                  | Boston Bruins                    | 4:0                              |
| 1987 | Edmonton Oilers                  | Philadelphia Flyers              | 4:3                              |
| 1986 | Canadiens de Montréal            | Calgary Flames                   | 4:1                              |
| 1985 | Edmonton Oilers                  | Philadelphia Flyers              | 4:1                              |
| 1984 | Edmonton Oilers                  | New York Islanders               | 4:1                              |
| 1983 | New York Islanders               | Edmonton Oilers                  | 4:0                              |
| 1982 | New York Islanders               | Vancouver Canucks                | 4:0                              |
| 1981 | New York Islanders               | Minnesota North Stars            | 4:1                              |
| 1980 | New York Islanders               | Philadelphia Flyers              | 4:2                              |
| 1979 | Canadiens de Montréal            | New York Rangers                 | 4:1                              |
| 1978 | Canadiens de Montréal            | Boston Bruins                    | 4:2                              |
| 1977 | Canadiens de Montréal            | Boston Bruins                    | 4:0                              |
| 1976 | Canadiens de Montréal            | Philadelphia Flyers              | 4:0                              |
| 1975 | Philadelphia Flyers              | Buffalo Sabres                   | 4:2                              |
| 1974 | Philadelphia Flyers              | Boston Bruins                    | 4:2                              |
| 1973 | Canadiens de Montréal            | Chicago Blackhawks               | 4:2                              |
| 1972 | Boston Bruins                    | New York Rangers                 | 4:2                              |
| 1971 | Canadiens de Montréal            | Chicago Blackhawks               | 4:3                              |
| 1970 | Boston Bruins                    | St. Louis Blues                  | 4:0                              |
| 1969 | Canadiens de Montréal            | St. Louis Blues                  | 4:0                              |
| 1968 | Canadiens de Montréal            | St. Louis Blues                  | 4:0                              |
| 1967 | Toronto Maple Leafs              | Canadiens de Montréal            | 4:2                              |
| 1966 | Canadiens de Montréal            | Detroit Red Wings                | 4:2                              |
| 1965 | Canadiens de Montréal            | Chicago Blackhawks               | 4:3                              |
| 1964 | Toronto Maple Leafs              | Detroit Red Wings                | 4:3                              |
| 1963 | Toronto Maple Leafs              | Detroit Red Wings                | 4:1                              |
| 1962 | Toronto Maple Leafs              | Chicago Blackhawks               | 4:2                              |
| 1961 | Chicago Blackhawks               | Detroit Red Wings                | 4:2                              |
| 1960 | Canadiens de Montréal            | Toronto Maple Leafs              | 4:0                              |
| 1959 | Canadiens de Montréal            | Toronto Maple Leafs              | 4:1                              |
| 1958 | Canadiens de Montréal            | Boston Bruins                    | 4:2                              |
| 1957 | Canadiens de Montréal            | Boston Bruins                    | 4:1                              |
| 1956 | Canadiens de Montréal            | Detroit Red Wings                | 4:1                              |
| 1955 | Detroit Red Wings                | Canadiens de Montréal            | 4:3                              |
| 1954 | Detroit Red Wings                | Canadiens de Montréal            | 4:3                              |
| 1953 | Canadiens de Montréal            | Boston Bruins                    | 4:1                              |
| 1952 | Detroit Red Wings                | Canadiens de Montréal            | 4:0                              |
| 1951 | Toronto Maple Leafs              | Canadiens de Montréal            | 4:1                              |
| 1950 | Detroit Red Wings                | New York Rangers                 | 4:3                              |
| 1949 | Toronto Maple Leafs              | Detroit Red Wings                | 4:0                              |
| 1948 | Toronto Maple Leafs              | Detroit Red Wings                | 4:0                              |
| 1947 | Toronto Maple Leafs              | Canadiens de Montréal            | 4:2                              |
| 1946 | Canadiens de Montréal            | Boston Bruins                    | 4:1                              |
| 1945 | Toronto Maple Leafs              | Detroit Red Wings                | 4:3                              |
| 1944 | Canadiens de Montréal            | Chicago Blackhawks               | 4:0                              |
| 1943 | Detroit Red Wings                | Boston Bruins                    | 4:0                              |
| 1942 | Toronto Maple Leafs              | Detroit Red Wings                | 4:3                              |
| 1941 | Boston Bruins                    | Detroit Red Wings                | 4:0                              |
| 1940 | New York Rangers                 | Toronto Maple Leafs              | 4:2                              |
| 1939 | Boston Bruins                    | Toronto Maple Leafs              | 4:1                              |
| 1938 | Chicago Blackhawks               | Toronto Maple Leafs              | 3:1                              |
| 1937 | Detroit Red Wings                | New York Rangers                 | 3:2                              |
| 1936 | Detroit Red Wings                | Toronto Maple Leafs              | 3:1                              |
| 1935 | Montreal Maroons                 | Toronto Maple Leafs              | 3:0                              |
| 1934 | Chicago Blackhawks               | Detroit Red Wings                | 3:1                              |
| 1933 | New York Rangers                 | Toronto Maple Leafs              | 3:1                              |
| 1932 | Toronto Maple Leafs              | New York Rangers                 | 3:0                              |
| 1931 | Canadiens de Montréal            | Chicago Blackhawks               | 3:2                              |
| 1930 | Canadiens de Montréal            | Boston Bruins                    | 2:0                              |
| 1929 | Boston Bruins                    | New York Rangers                 | 2:0                              |
| 1928 | New York Rangers                 | Montreal Maroons                 | 3:2                              |
| 1927 | Ottawa Senators                  | Boston Bruins                    | 2:0                              |

## Stanley-Cup-Gewinner bis 1926

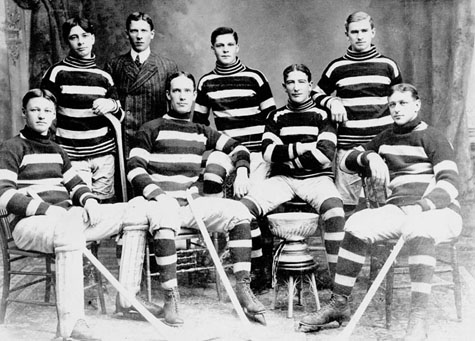
Einer der ersten Stanley-Cup-Sieger, 1905 der Ottawa Hockey Club

| Jahr        | Gewinner | Finalist | Serie |
| ----------- | --- | --- | --- |
| 1926        | Montreal Maroons | Victoria Cougars (WHL) | 3:1 |
| 1925        | Victoria Cougars (WHL) | Canadiens de Montréal | 3:1 |
| 1924        | Canadiens de Montréal | Calgary Tigers (WCHL) | 2:0 |
| 1923        | Ottawa Senators | Edmonton Eskimos (WCHL) | 2:0 |
| 1922        | Toronto St. Patricks | Vancouver Millionaires (PCHA) | 3:2 |
| 1921        | Ottawa Senators | Vancouver Millionaires (PCHA) | 3:2 |
| 1920        | Ottawa Senators | Seattle Metropolitans (PCHA) | 3:2 |
| 1919        | beim Stande von 2:2 zwischen Seattle Metropolitans (PCHA) und Canadiens de Montréal wegen der Spanischen Grippe nach fünf Spielen abgebrochen (1 Unentschieden) | beim Stande von 2:2 zwischen Seattle Metropolitans (PCHA) und Canadiens de Montréal wegen der Spanischen Grippe nach fünf Spielen abgebrochen (1 Unentschieden) | beim Stande von 2:2 zwischen Seattle Metropolitans (PCHA) und Canadiens de Montréal wegen der Spanischen Grippe nach fünf Spielen abgebrochen (1 Unentschieden) |
| 1918        | Toronto Arenas | Vancouver Millionaires (PCHA) | 3:2 |
| 1917        | Seattle Metropolitans (PCHA) | Canadiens de Montréal (NHA) | 3:1 |
| 1916        | Canadiens de Montréal (NHA) | Portland Rosebuds (PCHA) | 3:2 |
| 1915        | Vancouver Millionaires (PCHA) | Ottawa Senators (NHA) | 3:0 |
| 1914        | Toronto Blueshirts (NHA) | Victoria Cougars Montreal Canadiens | 3:0 |
| 1913        | Quebec Bulldogs (NHA) | Sydney Miners | 2:0 |
| 1912        | Quebec Bulldogs (NHA) | Moncton Victorias (MPHL) | 2:0 |
| 1911        | Ottawa Senators (NHA) | Port Arthur Bearcats (NOHA) Galt (OPHL) | 2:0 |
| 1910        | Montreal Wanderers (NHA) | Berlin Union Jacks (OPHL) | 1:0 |
| 1910        | Ottawa Senators (NHA) | Edmonton Eskimos Galt (OPHL) | 2:0 2:0 |
| 1909        | Ottawa Senators (ECAHA) | Spiele gegen Winnipeg Shamrocks kamen nicht zustande | |
| 1908        | Montreal Wanderers (ECAHA) | Edmonton Eskimos (AHL) Toronto Trolley Leaguers (OPHL) Winnipeg Maple Leafs (MHL) Ottawa Victorias (FAHL)                                                       | 1:1 13:10 Tore für Montreal 1:0 2:0 1:0 |
| 1907        | Montreal Wanderers (ECAHA) | Kenora Thistles | 1:1 12:8 Tore für Montreal |
| 1907        | Kenora Thistles (MPHL) | Brandon Wheat Kings Montreal Wanderers (ECAHA) | 2:0 |
| 1906        | Montreal Wanderers (ECAHA) | New Glasgow Cubs Ottawa Silver Seven | 2:0 1:1 12:10 Tore für Montreal |
| 1906        | Ottawa Silver Seven (ECAHA) | Montreal Wanderers (ECAHA) Smiths Falls (FAHL) Queen’s University                                                                                               | 2:0 |
| 1905        | Ottawa Silver Seven | Dawson City Nuggets Rat Portage Thistles | 2:0 2:1 |
| 1904        | Ottawa Silver Seven (CAHL) | Brandon Wheat Kings (MNHL) Montréal Wanderers (FAHL) Toronto Marlboros (OHA) Winnipeg Rowing Club                                                               | 2:0 Ein Unentschieden Serie in Ottawa neu angesetzt. Da Montreal aus Protest gegen den Spielort Ottawa nicht antrat, Ottawa-Cup-Sieger 2:0 2:1                  |
| 1903 (März) | Ottawa Silver Seven (CAHL) | Rat Portage Thistles Montréal Victorias (MHL) | 2:0 1:0 ein Unentschieden |
| 1903 (Feb.) | Montréal AAA (CAHL) | Winnipeg Victorias (MHL) | 2:1 ein Unentschieden |
| 1902 (März) | Montréal AAA (CAHL) | Winnipeg Victorias (MHL) | 2:1 |
| 1902 (Jan.) | Winnipeg Victorias (MHL) | Toronto Wellingtons (OHA) | 2:0 |
| 1901        | Winnipeg Victorias (MHL) | Montréal Shamrocks (CAHL) | 2:0 |
| 1900        | Montréal Shamrocks (CAHL) | Halifax Crescents Winnipeg Victorias (MHL) | 2:0 2:1 |
| 1899 (März) | Montréal Shamrocks (CAHL) | Queen’s University | 1:0 |
| 1899 (Feb.) | Montréal Victorias (CAHL) | Winnipeg Victorias (MHL) | 2:0 |
| 1898        | Montréal Victorias (AHA) | kein Herausforderer | |
| 1897        | Montréal Victorias (AHA) | Ottawa Capitals (CCHA) | 1:0 |
| 1896 (Dez.) | Montréal Victorias (AHA) | Winnipeg Victorias (MHL) | 1:0 |
| 1896 (Feb.) | Winnipeg Victorias (MHL) | Montreal Victorias (AHL) | 1:0 |
| 1895        | Montréal Victorias (AHA) | Montreal AAA (AHA)/Queen’s University | Montreal besiegte Queens 5:1 daher aufgrund einer vorherigen Regelung der AHA Montreal Victorias Stanley-Cup-Sieger                                             |
| 1894        | Montréal AAA (AHA) | Ottawa Capitals (AHA) Montréal Victorias (AHA) | 1:0 |
| 1893        | Montréal AAA (AHA) | kein Herausforderer | |

## Häufigste Gewinner seit Gründung der NHL
| Platz | Team                 | Siege | Finalniederlagen | Finalteilnahmen | Erster Titel | Letzter Titel |
| ----- | -------------------- | ----- | ---------------- | --------------- | ------------ | ------------- |
| 1.    | Montréal Canadiens   | 24    | 9                | 33              | 1916         | 1993          |
| 2.    | Toronto Maple Leafs  | 13    | 8                | 21              | 1918         | 1967          |
| 3.    | Detroit Red Wings    | 11    | 13               | 24              | 1936         | 2008          |
| 4.    | Boston Bruins        | 6     | 13               | 19              | 1929         | 2011          |
| 5.    | Chicago Blackhawks   | 6     | 7                | 13              | 1934         | 2015          |
| 6.    | Edmonton Oilers      | 5     | 4                | 9               | 1984         | 1990          |
| 7.    | Pittsburgh Penguins  | 5     | 1                | 6               | 1991         | 2017          |
| 8.    | New York Rangers     | 4     | 6                | 10              | 1928         | 1994          |
| 9.    | New York Islanders   | 4     | 1                | 5               | 1980         | 1983          |
| 9.    | Ottawa Senators      | 4     | 1                | 5               | 1920         | 1927          |
| 11.   | New Jersey Devils    | 3     | 2                | 5               | 1995         | 2003          |
| 11.   | Tampa Bay Lightning  | 3     | 2                | 5               | 2004         | 2021          |
| 13.   | Colorado Avalanche   | 3     | 0                | 3               | 1996         | 2022          |
| 14.   | Philadelphia Flyers  | 2     | 6                | 8               | 1974         | 1975          |
| 15.   | Florida Panthers     | 2     | 2                | 4               | 2024         | 2025          |
| 16.   | Los Angeles Kings    | 2     | 1                | 3               | 2012         | 2014          |
| 16.   | Montreal Maroons     | 2     | 1                | 3               | 1926         | 1935          |
| 17.   | St. Louis Blues      | 1     | 3                | 4               | 2019         | 2019          |
| 18.   | Calgary Flames       | 1     | 2                | 3               | 1989         | 1989          |
| 18.   | Dallas Stars         | 1     | 2                | 3               | 1999         | 1999          |
| 20.   | Anaheim Ducks        | 1     | 1                | 2               | 2007         | 2007          |
| 20.   | Carolina Hurricanes  | 1     | 1                | 2               | 2006         | 2006          |
| 20.   | Washington Capitals  | 1     | 1                | 2               | 2018         | 2018          |
| 20.   | Vegas Golden Knights | 1     | 1                | 2               | 2023         | 2023          |

### Als Spieler und Trainer
| Spieler | Spieler         | Spieler |
| Platz   | Name            | Siege   |
| ------- | --------------- | ------- |
| 1.      | Henri Richard   | 11      |
| 2.      | Jean Béliveau   | 10      |
|         | Yvan Cournoyer  | 10      |
| 4.      | Claude Provost  | 9       |
| 5.      | Maurice Richard | 8       |
|         | Red Kelly       | 8       |
|         | Jacques Lemaire | 8       |
|         | Serge Savard    | 8       |

| Torhüter | Torhüter        | Torhüter |
| Platz    | Name            | Siege    |
| -------- | --------------- | -------- |
| 1.       | Jacques Plante  | 6        |
|          | Ken Dryden      | 6        |
| 3.       | Turk Broda      | 5        |
|          | Grant Fuhr      | 5        |
| 5.       | Clint Benedict  | 4        |
|          | Johnny Bower    | 4        |
|          | Terry Sawchuk   | 4        |
|          | Billy Smith     | 4        |
|          | Charlie Hodge   | 4        |
|          | Michel Larocque | 4        |
|          | Patrick Roy     | 4        |
|          | Gump Worsley    | 4        |

| Trainer | Trainer       | Trainer |
| Platz   | Name          | Siege   |
| ------- | ------------- | ------- |
| 1.      | Scotty Bowman | 9       |
| 2.      | Toe Blake     | 8       |
| 3.      | Hap Day       | 5       |
| 4.      | Al Arbour     | 4       |
|         | Punch Imlach  | 4       |
|         | Dick Irvin    | 4       |
|         | Glen Sather   | 4       |